# Cyathopsis albicans
Cyathopsis albicans är en ljungväxtart som först beskrevs av Adolphe-Théodore Brongniart och Gris, och fick sitt nu gällande namn av Christopher John Quinn. Cyathopsis albicans ingår i släktet Cyathopsis, och familjen ljungväxter. Inga underarter finns listade i Catalogue of Life.